# Приозерски рејон
Приозерски рејон (рус. Приозерский район) административно-територијална је јединица другог нивоа и општински рејон у северозападном делу Лењинградске области, на северозападу европског дела Руске Федерације.
Административни центар рејона је град Приозерск. Према проценама националне статистичке службе Русије за 2015, на територији рејона је живело 63.041 становника или у просеку око 17,52 ст/km².

## Географија
Приозерски рејон смештен је у северозападним деловима Лењинградске области, и обухвата територију површине 3.597,5 km², и по том параметру на 8. је месту међу 17 рејона у области. Граничи се са Всеволошким рејоном на југу, са Виборшким рејоном на западу, те са Лахденпохјанским рејоном Републике Карелије на северу. На североистоку рејонска територија излази на обале језера Ладога. Удаљеност од административног центра рејона Приозерска до Санкт Петербурга је 145 km.
Рејон је смештен у северним деловима Карелијске превлаке, брдском подручју које је у време последњег леденог доба било изложено интензивној глацијацији. Област је у највећем делу прекривена густим четинарским шумама (око 63% укупне територије). Најважнији водоток на подручју рејона је река Вуокса, притока језера Ладога, а од бројних ледничких језера величином акваторије се издвајају Вуокса, Суходољско, Отрадноје и Комсомољско. Недалеко од обале у језеру Ладога се налази острво Коневец које административно припада Приозерском рејону. На острву се налази Коневски манастир из 1393. године

## Историја
Територија савременог Приозерског рејона је 1940. године након Зимског рата прешла у састав Совјетског Савеза и на том подручју су била формирана два рејона: Кексохолмски са центром у Кексохолму и Раутовски са центром у Раутуу (данас насеље Сосново). Кексохолмски рејон који је првобитно административно припадао Карело-Финској ССР године 1944. административно постаје делом Лењинградске области. Године 1948. рејон је преименован на садашњи назив, а територијално је проширен 1960. године након укидања Сосновског рејона.
Приозерски рејон је привремено био упразњен, од 1963. до 1965, а његова територија је у том периоду била присаједињена суседном Виборшком рејону.

## Демографија и административна подела
Према подацима пописа становништва из 2010. на територији рејона је живело укупно 62.193 становника, док је према процени из 2015. ту живело 63.041 становника, или у просеку 17,52 ст/km². По броју становника Приозерски рејон се налази на 12. месту у области и његова популација чини око 3,55% свеукупне обласне популације.
| 1959.  | 1970.  | 1979.  | 1989.  | 2002.  | 2010.  | 2015.   |
| ------ | ------ | ------ | ------ | ------ | ------ | ------- |
| 20.448 | 33.525 | 37.124 | 40.231 | 42.859 | 62.193 | 63.041* |

Напомена: * Према процени националне статистичке службе. 
На подручју рејона постоје укупно 103 насељена места, а рејонска територија је подељена на 14 другостепених општина (2 урбане и 12 руралних). Административни центар рејона је град Приозерск, док статус урбаног насеља има још варошица Кузњечноје.